# Legno di compressione
Il legno di compressione è un tipo di legno di reazione che si forma in seguito all'azione di stress meccanici sul fusto e sui rami degli alberi gimnosperme, e ha caratteristiche anatomiche, chimiche e fisiche diverse dal legno di reazione che si forma negli alberi delle Angiosperme.

## Cause della formazione
Nel legno di compressione, la severità dello stress subito dalla pianta presenta correlazioni positive con la concentrazione di lignina. Infatti, il legno di compressione presenta una quantità di lignina maggiore rispetto al legno standard. Tuttavia, le cause che scatenano questi stress sono molteplici ed esistono ancora diverse opinioni al riguardo.
Il legno di compressione può essere prodotto dalle conifere in seguito a prolungate sollecitazioni meccaniche (es. crescita su suolo inclinato, venti costanti, carico della neve), in conseguenza all’azione della forza di gravità. Il legno di compressione si forma nella parte del tronco che tende verso valle. Il legno di compressione svolge quindi una funzione importantissima come fattore di controllo della stabilità meccanica dell’albero. Questo particolare legno è stato riscontrato addirittura in specie ancestrali come il Gingko biloba. Di conseguenza, la presenza del legno di compressione viene considerata come uno dei fattori più importanti per la sopravvivenza e il mantenimento della specie lungo il profilo evolutivo.
Una conifera, in seguito al gravitropismo, produrrà del legno di compressione laddove saranno presenti concentrazioni maggiori di ormoni. Questi ormoni sono principalmente le auxine ed etilene, che ha un ruolo secondario. Il legno di compressione quindi, viene prodotto dall’aumento dell’attività del cambio cribro-vascolare nella parte bassa del tronco inclinato, determinando la creazione di cerchie annuali completamente eccentriche, che mostrano maggiore ampiezza nella zona a valle, e minore ampiezza in quella di monte.

## Descrizione a livello microscopico e macroscopico

### Microscopico
A livello microscopico, la struttura anatomica del legno di compressione risulta molto diversa rispetto a quella normale. Solitamente, la tracheide, cellula vegetale specializzata nella funzione di sostegno e conduzione dell’acqua delle conifere, presenta una parete cellulare primaria e una parete secondaria pluristratificata. In una cellula normale, la parete secondaria è composta da tre strati: esterno (S1), mediano (S2) ed interno (S3), verso il lume cellulare. Questi strati sono posizionati secondo un andamento centripeto da S1 a S3.
Il legno di compressione, rispetto alla normale struttura della parete cellulare, non presenta lo strato più interno S3. Inoltre, le pareti dello strato S2 presentano delle fessurazioni elicoidali, che ad una osservazione superficiale al microscopio potrebbero essere confuse con ispessimenti elicoidali. Questi sono tipici di alcune specie (es Taxus baccata), sono presenti nello strato S3 (non in S2 come nel legno di compressione) di tutte le cellule. Dal punto di vista chimico, il legno di compressione presenta un maggiore contenuto di lignina fra lo strato S1 e S2 della parete secondaria ed un minor contenuto il cellulosa. 
L'angolo microfibrillare in S2 maggiore, rispetto a quello delle normali tracheidi.
Dal punto di vista anatomico, mentre le tracheidi normali sono di forma poligonale, saldamente adese tra di loro e formano un tessuto privo di spazi intercellulari, le cellule di compressione presentano una forma arrotondata che permette la formazione di spazi intercellulari anche molto ampi. Anche in sezione trasversale, si possono osservare le fratture della parete cellulare. Inoltre le tracheidi di compressione risultano più corte, malformate e con punteggiature anomali.

### Macroscopico

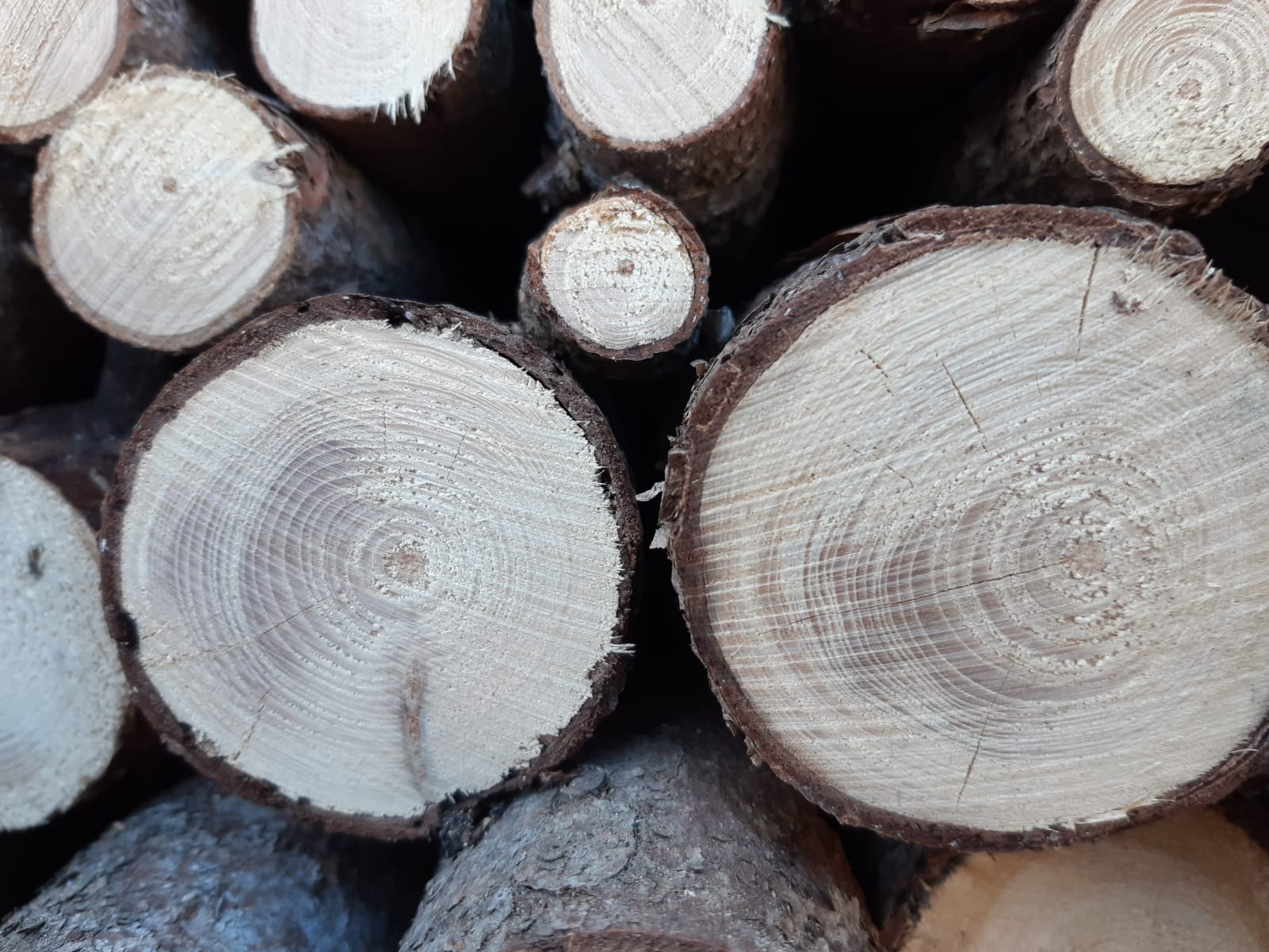
Raffigurazione macroscopica del legno di compressione. Nelle sezioni trasversali illustrate, il legno di compressione si presenta con un colore più scuro (bruno-rossastro) e ben definito rispetto all'intorno. Inoltre, si notano le eccentricità degli anelli.

A livello macroscopico, Il legno di compressione presenta caratteristiche facilmente identificabili rispetto al legno normale in tutte le sezioni di riferimento (trasversale, radiale e tangenziale).
L’anello che presenta la porzione di legno di compressione appare più denso e di colore diverso rispetto alla porzione standard in sezione trasversale. Qui possiamo notare degli anelli più spessi rispetto al normale, opachi, di colore bruno rossastro a volte tendente al violaceo. Anche in sezione tangenziale vediamo il tipico disegno fiammato che presenta una parte di colore bruno e opaco, senza riflessi e brillantezza.
In generale, tale diversità è causata da una diversa rifrazione della luce da parte delle sue cellule, in quanto queste sono piene (e non cave come nel legno normale). Ciò si può osservare facilmente anche a causa della presenza di una parete cellulare più grossa e ricca di lignina. A causa delle mancate differenze tra legno primaticcio e legno tardivo, l’anello a occhio nudo appare particolarmente omogeneo rispetto agli anelli normali. La distribuzione del legno di compressione sulla sezione trasversale può variare, a seconda che il fusto sia stato sottoposto a sollecitazioni nella sua interezza o soltanto in alcune parti; a volte si può osservare legno di reazione in una parte dell’anello e poco dopo nel lato opposto: questo è causato da sollecitazioni relativamente brevi nel tempo (si parla comunque di qualche anno) e in diverse direzioni. A causa di queste sollecitazioni, la sezione trasversale del fusto è caratterizzata da una notevole eccentricità, più o meno marcata a seconda dell’intensità delle forze ad esso applicate. Tale eccentricità è spesso un buon indice di presenza di legno di compressione. Inoltre tale eccentricità è sempre più marcata nelle conifere con legno di compressione rispetto alle latifoglie.

## Comportamenti fisico-meccanici
Dal punto di vista fisico-meccanico, il legno di compressione evidenzia delle caratteristiche diverse rispetto al legno normale. 
I punti sono i seguenti:
1. Minore durezza
2. Massa volumica superiore (maggiore peso specifico): Il peso del legno risulta superiore a causa di un maggiore spessore delle pareti cellulari e di una maggiore quantità di lignina. L’incremento di densità (nel legno si parla di massa volumica) del legno di compressione è molto evidente: questo può aumentare anche del 30-40% rispetto al legno normale.[11]
3. Resistenza più debole: Quando è verde, il legno di compressione potrebbe risultare più resistente meccanicamente, soprattutto a compressione; tuttavia, se consideriamo l’unità di massa è meno duro e quindi la sua resistenza dal punto di vista meccanico è inferiore: a parità di peso ha una resistenza minore. Questo determina una minore efficienza statica.[1][11]
4. Minore resistenza alla piegatura
5. Ritiri: La caratteristica che contraddistingue maggiormente il legno di compressione è il comportamento in caso di ritiri. Il ritiro è definito come una variazione di dimensioni del legno in seguito a una perdita di umidità[10]. Il ritiro assiale è molto elevato, fino al 5-10%, rispetto allo 0,1%-0,2% del legno normale. I ritiri radiali e tangenziali sono più bassi e si discostano poco dai valori di normalità. I ritiri comportano una difficile lavorazione e impiego, soprattutto nel caso in cui in una porzione di legno si trovino sia legno di compressione sia legno normale: questi hanno comportamenti molto diversi durante la perdita di umidità. Importante sottolineare che in un segato, la presenza di entrambi i legni (reazione e normale), provoca una deformazione nel segato stesso e quindi discontinuità proprio a causa di differenza nell'entità del ritiro e alle tensioni interne che si formano[9]. In casi estremi, si può assistere anche alla completa rottura. Queste deformazioni a volte si possono osservare nel legname non lavorato, ma in particolare le si riscontra più comunemente nei segati.[11]

Tutte queste caratteristiche sono negative per la lavorazione e per questo motivo, l’impiego di legno di compressione è altamente sconsigliabile. Risulta opportuno, previa lavorazione, la sua totale eliminazione. Il legno di compressione è quindi visto come un vero e proprio difetto, a causa della mancanza di risvolti positivi derivanti da esso.

## Effetti su lavorazione e impieghi
Le particolari caratteristiche del legno di reazione comportano problematiche dal punto di vista tecnologico e quindi nella sua lavorazione e nei suoi impieghi.
Per quanto riguarda il legno di compressione, la sua lavorazione risulta più difficile per la maggiore durezza e densità del suo legno. La lavorazione alle macchine è difficile, durante la segagione ad esempio si perde più velocemente l’affilatura delle lame. Anche l’incollaggio e la giunzione con chiodi e viti sono scadenti o addirittura impossibili. Nella sfogliatura, i tronchi che contengono tanto legno di reazione, dovrebbero essere usati per produrre fogli di maggiore spessore che sono meno soggetti a deformazioni con la perdita di umidità. Anche nella tranciatura bisogna fare attenzione. Per quanto riguarda la triturazione, non ci sono invece problemi. A causa dell’elevato ritiro longitudinale a cui è sottoposto il legno di compressione, le tavole che si ricavano sono maggiormente soggette a deformazioni, distorsioni e rotture. Questo fatto è accentuato se nel fusto lavorato sono presenti sia zone con legno di compressione che legno normale i quali hanno comportamenti diversi nella perdita dell’umidità. Le diverse modalità di ritiro del legno di compressione e di quello normale, comportano anche problematiche nell'impiego strutturale di questo particolare legno che presenta anche una minore efficienza statica. Il legno di compressione è quindi inadeguato all'impiego per strutture portanti. Questo fatto è regolamentato dalla norma UNI 11035 che prevede delle limitazioni di estensione per il legno di compressione perché un segato possa essere impiegato nelle costruzioni. Un'altra conseguenza riguarda l’utilizzazione chimica che è compromessa, questo legno ha una scarsa attitudine agli impieghi per carta e pasta di cellulosa, le rese sono inferiori per il minore contenuto di cellulosa e lo sbiancamento più oneroso. La qualità del semilavorato, derivante da legname con legno di compressione, è minore soprattutto per i pannelli, per l'arredamento, per le travi ad uso strutturale e per la paleria poiché, i fusti con legno di compressione hanno generalmente, forme irregolari e non sono adatti a questo utilizzo.
Per l’impiego di questo materiale è bene fare una classificazione preventiva dello stesso, individuando fin da subito il legno di reazione. Si favorisce così un uso più razionale del materiale. L’impiego di assortimenti contenenti molto legno di reazione dovrebbe essere evitato nella realizzazione di semilavorati per cui la stabilità dimensionale è di particolare rilevanza (es. pavimenti e infissi).

## Prevenzione
Per evitare la formazione di legno di reazione bisogna evitare tutto quello che porta alla perdita della forma eretta del fusto, quindi sollecitazioni meccaniche che provocano curvature e inclinazioni. A livello selvicolturale, questo può essere evitato andando ad agire sulla densità del popolamento con idonei e tempestivi diradamenti poiché facendo ciò si controlla la competizione tra le piante che hanno in questo modo luce e spazio a sufficienza. Se c’è la presenza di specie di pregio, si può adottare la tecnica della Selvicoltura d’albero che agisce proprio nell'ottica di formare fusti diritti con chiome simmetriche.
Nelle piantagioni, è meglio evitare zone troppo pendenti e soggette a forti carichi di neve. Se la zona è soggetta a venti frequenti, è opportuno proteggere la piantagione con filari frangivento. Sarebbe meglio anche prevedere l’uso di piante accessorie che proteggano le piantine giovani, più soggette alle sollecitazioni meccaniche e che garantiscano lo spazio e la luce necessari ad una crescita regolare nelle fasi successive. Sarebbe anche utile utilizzare genotipi meno soggetti alla produzione di legno di reazione, ma nei caratteri esaminati per la selezione delle specie da usare in arboricoltura da legno questo non è presente.